# Tourneuxia variifolia
 Tourneuxia variifolia  Coss., 1859 è una specie di pianta angiosperma dicotiledone della famiglia delle Asteraceae. La specie  Tourneuxia variifolia è anche l'unica del genere  Tourneuxia  Coss., 1859.

## Etimologia
Il nome scientifico della specie è stato definito per la prima volta dal botanico Ernest Saint-Charles Cosson (1819-1889) nella pubblicazione " Bulletin de la Société Botanique de France. Paris" (  Bull. Soc. Bot. France 6: 396) del 1859. Il nome scientifico del genere è stato definito per la prima nella stessa pubblicazione.

## Descrizione
Habitus. L'habitus di queste piante è di tipo erbaceo annuale con superfici sia glabre o mollemente pubescenti. La radice è di tipo fittonante. Gli organi interni di queste piante contengono lattoni sesquiterpenici.
Foglie. Le foglie lungo il fusto sono disposte in modo alterno e in genere formano una rosetta basale. La lamina è continua con forme da lineari a spatolate, apici acuti e base attenuata. Il contorno può essere intero o in alcuni casi pennatifido. I margini sono continui o dentati. La superficie è glabra o tomentosa, ma mai ispida o irsuta. Le venature sono parallele.
Infiorescenza. Le infiorescenza, terminali, sono composte da capolini, separati. I capolini, per lo più peduncolati, omogami e radiati, sono composti da un involucro tomentoso formato da diverse brattee embricate in 2 serie che fanno da protezione al ricettacolo sul quale s'inseriscono i fiori ligulati. Le brattee hanno forme lineari/lanceolate; a volte possono essere connate. Il ricettacolo, convesso, è nudo (senza pagliette).
Fiori. I fiori (12 e più per capolino) sono tetra-ciclici (ossia sono presenti 4 verticilli: calice – corolla – androceo – gineceo) e pentameri (ogni verticillo ha in genere 5 elementi). I fiori sono inoltre ermafroditi e zigomorfi.
- Formula fiorale:

*/x K {\displaystyle \infty }, [C (5), A (5)], G 2 (infero), achenio
- Calice: i sepali del calice sono ridotti ad una coroncina di squame.
- Corolla: le corolle sono formate da una ligula terminante con 5 denti; il colore è giallo sfumato di viola; la superficie può essere sia pubescente che glabra; le ligule in genere sono incurvate all'esterno (disposizione radiale).
- Androceo: gli stami sono 5 con filamenti liberi e distinti, mentre le antere sono saldate in un manicotto (o tubo) circondante lo stilo.[12] Le antere alla base sono acute. Il polline è tricolporato (con 9 lacune), è echinato (con punte) e anche "lophato" (la parte più esterna dell'esina è sollevata a forma di creste e depressioni).[13]
- Gineceo: lo stilo è filiforme. Gli stigmi dello stilo sono due divergenti, filiformi, ricurvi con la superficie stigmatica posizionata internamente (vicino alla base).[14] L'ovario è infero uniloculare formato da 2 carpelli.

Frutti. I frutti sono degli acheni con pappo. Gli acheni, ristretti all'apice e compressi, sono alati (come prolungamento di due nervature). La superficie glabra. Il carpoforo è assente. Il pappo è piumoso e scabro all'apice. Il pappo in certi casi (negli acheni periferici) si trova in posizione laterale. Dimensione degli acheni: 3 – 6 mm. Lunghezza del pappo: 4 – 7 mm.

## Biologia
- Impollinazione: l'impollinazione avviene tramite insetti (impollinazione entomogama tramite farfalle diurne e notturne).
- Riproduzione: la fecondazione avviene fondamentalmente tramite l'impollinazione dei fiori (vedi sopra).
- Dispersione: i semi (gli acheni) cadendo a terra sono successivamente dispersi soprattutto da insetti tipo formiche (disseminazione mirmecoria). In questo tipo di piante avviene anche un altro tipo di dispersione: zoocoria. Infatti gli uncini delle brattee dell'involucro si agganciano ai peli degli animali di passaggio disperdendo così anche su lunghe distanze i semi della pianta.

## Distribuzione e habitat
Queste piante sono distribuite in Africa settentrionale.

## Tassonomia
La famiglia di appartenenza di questa voce (Asteraceae o Compositae, nomen conservandum) probabilmente originaria del Sud America, è la più numerosa del mondo vegetale, comprende oltre 23.000 specie distribuite su 1.535 generi, oppure 22.750 specie e 1.530 generi secondo altre fonti (una delle checklist più aggiornata elenca fino a 1.679 generi). La famiglia attualmente (2021) è divisa in 16 sottofamiglie.

### Filogenesi
Il genere della specie d questa voce appartiene alla sottotribù Scorzonerinae della tribù Cichorieae (unica tribù della sottofamiglia Cichorioideae). In base ai dati filogenetici la sottofamiglia Cichorioideae è il terz'ultimo gruppo che si è separato dal nucleo delle Asteraceae (gli ultimi due sono Corymbioideae e Asteroideae). La sottotribù Scorzonerinae è il secondo clade che si è separato dalla tribù.
La tribù Scorzonerinae è individuata dai seguenti principali caratteri:
- l'indumento di queste piante è morbido fatti di piccoli peli;
- le foglie sono parallelinervie indivise;
- le setole del pappo sono provviste di morbide proiezioni laterali (una fila di cellule appiattite);
- il polline è tricolporato con 2 lacune;
- l'areale (nativo) della sottotribù è relativo al Vecchio Mondo.

All'interno della sottotribù sono stati individuati diversi cladi, alcuni in posizione politomica. Il genere di questa voce, da un punto di vista della filogenesi, si trova in posizione "basale" ed con il resto dei generi forma un "gruppo fratello (è "fratello" del resto della sottotribù). In alcune analisi questo genere si trova vicino al genere Gelasia insieme potrebbero formare un  "gruppo fratello).
I caratteri distintivi per le specie di questo genere ( Tourneuxia) sono:
- gli acheni sono compressi con due sottili ali e privi di carpoforo;
- l'epidermide degli acheni è glabra;
- il pappo è inserito lateralmente all'apice degli achenio.

Il numero cromosomico delle specie di questo genere è: 2n = 14 (diploide).